# Байерс, Лори
Лори Байерс (англ. Laurie Byers; 3 марта 1941, Фангареи — 21 июля 2024) — новозеландский шоссейный велогонщик.

## Карьера
Лори Байерс родился в новозеландском городе Фангареи в 1941 году.
В 1962 году стал чемпионам Новой Зеландии в групповой гонке.
В 1964 году был включён в состав сборной Новой Зеландии на летних Олимпийских играх в Токио. На них выступил в двух гонках. Сначала в командной гонке с раздельным стартом на 100 км. По её результатам сборная Новой Зеландии (в которую также входили Макс Грейс, Артур Кэнди и Дик Джонстон) заняла 18 место, уступив занявшей первое место сборной Италии 12 минут. А затем в групповой шоссейной гонке протяжённостью 175 км занял 10 место финишировав в общей группе из 99 гонщиков, победителем которой стал Марио Занин (Италии).
Принял участие в двух Играх Британской империи и Содружества наций — в 1962 году в Перте (Австралия) и в 1966 году в Кингстоне (Ямайка), завоевав на каждой из них бронзовую медаль в групповой гонке.
В 1964 году стартовал на Тур де л’Авенир.
Умер 21 июля 2024 года в возрасте 83 лет.

## Достижения
1962
 Чемпионат Новой Зеландии — групповая гонка
 Игры Британской империи и Содружества наций — групповая гонка
1964
10-й Олимпийские игры — групповая гонка
1966
 Игры Британской империи и Содружества наций — групповая гонка